# Tabanus lavandoni
Tabanus lavandoni är en tvåvingeart som beskrevs av Krober 1939. Tabanus lavandoni ingår i släktet Tabanus och familjen bromsar. Inga underarter finns listade i Catalogue of Life.